# Reigadas (apellido)
El apellido Reigadas con sus variantes: reigada, reygadas, raigada, o rigada; (pertenecen al mismo linaje, al aparecer individuos de la misma familia con esas variantes en el apellido). Proviene de las Montañas de Santander, Asturias de Santillana, desde siempre Cantabria, el linaje tuvo su arranque y su solar, en la comarca llamada antiguamente Merindad de Trasmiera, que comprendía los actuales partidos judiciales de Laredo y Santoña.

## Tumba en la iglesia de Anero
Actualmente se encuentran pruebas de este arranque, el hecho de encontrarse la tumba del que fuera Inquisidor de Castilla (Rigada) enterrado en el ala izquierda de la capilla de Anero, con claras inscripciones en castellano antiguo, grabadas en una gruesa losa de mármol; encastrada en el suelo; que lo protege del paso del tiempo. En la parte exterior de la iglesia, en el lado izquierdo, se encuentra en lo alto, el escudo familiar de la familia Rigada. Parece ser que este lado de la iglesia fue levantado por la familia a finales del siglo XVI.

## Datos genealógicos
Francisco de la Rigada y de la Sierra, nacido en Anero (Cantabria) en 1602, Capitán de las Milicias de Trasmiera. En 1627 se casó con Doña María de Anero y de Agüero, nacida en Anero en 1601 Don Francisco de la Rigada otorgó testamento en 1676, mandando que se le enterrara en la capilla propia de su casa, como santo patrono de ella. En su matrimonio tuvieron dos hijos...
Juan Bautista de la Rigada y Anero, bautizado en Anero el 31 de mayo de 1635. Siendo muy joven ingresó en el ejército y luchó en Galicia y Flandes. Llegó a Maestre de Campo de Infantería Española. Ingresó en la Orden de Santiago en 1688; siendo General Gobernador de la Plaza de El Callao... y Felipe, señor de la casa solar de su linaje en el lugar de Anero.
La familia aparece emparentada, con Gutiérrez, Fernández de La Sota, familia Sierra (natural de Ajo), de la Riva, Anero, Agüero, Otero, Alvear, Acevedo, etc. De esta casa procedieron los Raigadas, Reigadas y Rigadas que enlazaron en la Montaña de Santander con las familias Cañarte, Quijano, Herrera, Radillo, Vitorica, Serna, Cuesta y Puente.
En Piélagos probó hidalguía Pedro Antonio de la Raigada Oruña, vecino de Sevilla en 1768. En 1754 Fermin de Reygadas nació en Cabezón de la sal, Cantabria, y fue bautizado en Santander. Fermín migró a las Américas, donde se convirtió en un importante minero de plata en Nueva España, donde participó de manera muy activa en la vida cultural de la capital, y fundó la rama de los Reygadas mexicanos, de donde descienden el director de cine Carlos Reygadas y su hermana la chef internacional Elena Reygadas. Es de notar que en los textos de la época de Fermín de Reygadas (siglo XVIII), el mismo autor y sus contemporáneos alternaban la ortografía del apellido, favoreciendo la versión más arcaizante "Reygadas", pero intercambiándola con "Raygada", "Raygadas", y "Reigadas".

## Patrimonio artístico
En Anero hay una iglesia del siglo XVI. El templo de San Félix de Anero, es una nave de tres tramos, con buenos retablos. La capilla del lado del evangelio, bajo la advocación de Santa Teresa, conserva una pequeña pero muy bella e interesante imagen de la Virgen con niño, de finales del siglo XV, con clara influencia flamenca.y un edículo rematado con el escudo de armas  de la familia Rigada (fue iniciada en 1640; y edificada a expensas de Juan Bautista Rigada Sota).
En Anero, encontramos también, la Casona Torre de Rigada, también conocida como la casa de “Los Arcos” situada en el Barrio de La Sota de Anero.. posee una potente torre escudada de 4 pisos con dos arcos en la parte baja, y un claro abandono al año 2008.
En Hoz de Anero, antiguo lugar de reunión de las juntas de la Merindad de Trasmiera; encontramos también el "Palacio de Rigada" –en la actualidad, "Santo Desierto de San José de Rigada", reformado a mediados del XVIII, a instancias de Francisco Antonio de Cagigal, gobernador de Cuba y declarada monumento en 1977.
En Camargo se encuentra la "Casona de Reigadas"; de finales del siglo XVII. Se considera pudo ser encomendada por Ignacio de Reigadas, veedor y proveedor general de fronteras de las armadas de las Cuatro Villas de la Costa de la Mar en 1684.